# MTRNR2L6
MTRNR2L6‏ (MT-RNR2 like 6) هوَ بروتين يُشَفر بواسطة جين MTRNR2L6 في الإنسان.